# Babuza
I Babuza (caratteri cinesi: 貓霧捒族; pinyin: Māowùzú; POJ: bâ-bū-cho̍k) sono un popolo di aborigeni taiwanesi che vivono principalmente nella Contea di Changhua ed intorno all'area occidentale del Bacino Centrale di Taiwan.